# NGC 151
NGC 151  هي مجرة حلزونية متوسطة تقع في كوكبة قيطس (كوكبة). اكتشفها العالم الفلكي الإنجليزي ويليام هيرشيل في 28 نوفمبر 1785.
المجرة في خضم الاندماج مع مجرة صغيرة 153 NGC. المجرة لديها عدة دوامات المشرقه والزرقاء والأتربة. إحدى السمات الملحوظة للمجرة هي وجود فجوة كبيرة ربما تكون ناجمة عن سحب جاذبية من مجرة أصغر.

## وصلات خارجية
- NGC 151 على موقع ويكي سكاي: DSS2, SDSS, GALEX, IRAS, Hydrogen α, X-Ray, Astrophoto, Sky Map, Articles and images